# Baladi (cheval)
Pour les articles homonymes, voir Baladi.
Le Baladi (arabe : بلادي) est la race de chevaux locale de l'Égypte, issue de l'influence régulière du cheval arabe, et de quelques croisements avec le Pur-sang. Il est couramment employé pour tout type de tâche de traction ou de selle. 

## Histoire
Il est également nommé « cheval égyptien ». Le nom arabe « Baladi », qui peut se traduire par « du pays », est appliqué en Égypte à tout ce qui est « authentiquement égyptien ».
D'après CAB International, ces chevaux sont de souche Arabe, mais ils ont été croisés au Pur-sang, ce qui les rend inéligibles à l'inclusion parmi la race Arabe. Le Baladi fait partie des quatre types ou races de chevaux recensés en Égypte en 2017, avec l'Arabe, le Pur-sang et le cheval de sport local. Il s'agit du seul cheval réellement natif de l'Égypte, mais les croisements réguliers avec l'Arabe ont sans doute beaucoup fait évoluer la souche d'origine.

## Description
Le guide Delachaux cite une taille allant de 1,40 m à 1,50 m, tandis que CAB International cite une moyenne de 1,50 m. Le modèle est celui du cheval de selle léger. 
La robe est généralement baie, alezane ou grise.
Une analyse sur 16 chevaux de la race montre 6 haplotypes différents : la diversité génétique de la race est meilleure que celle des chevaux Arabe, Pur-sang et de sport, analysés en Égypte.

## Utilisations

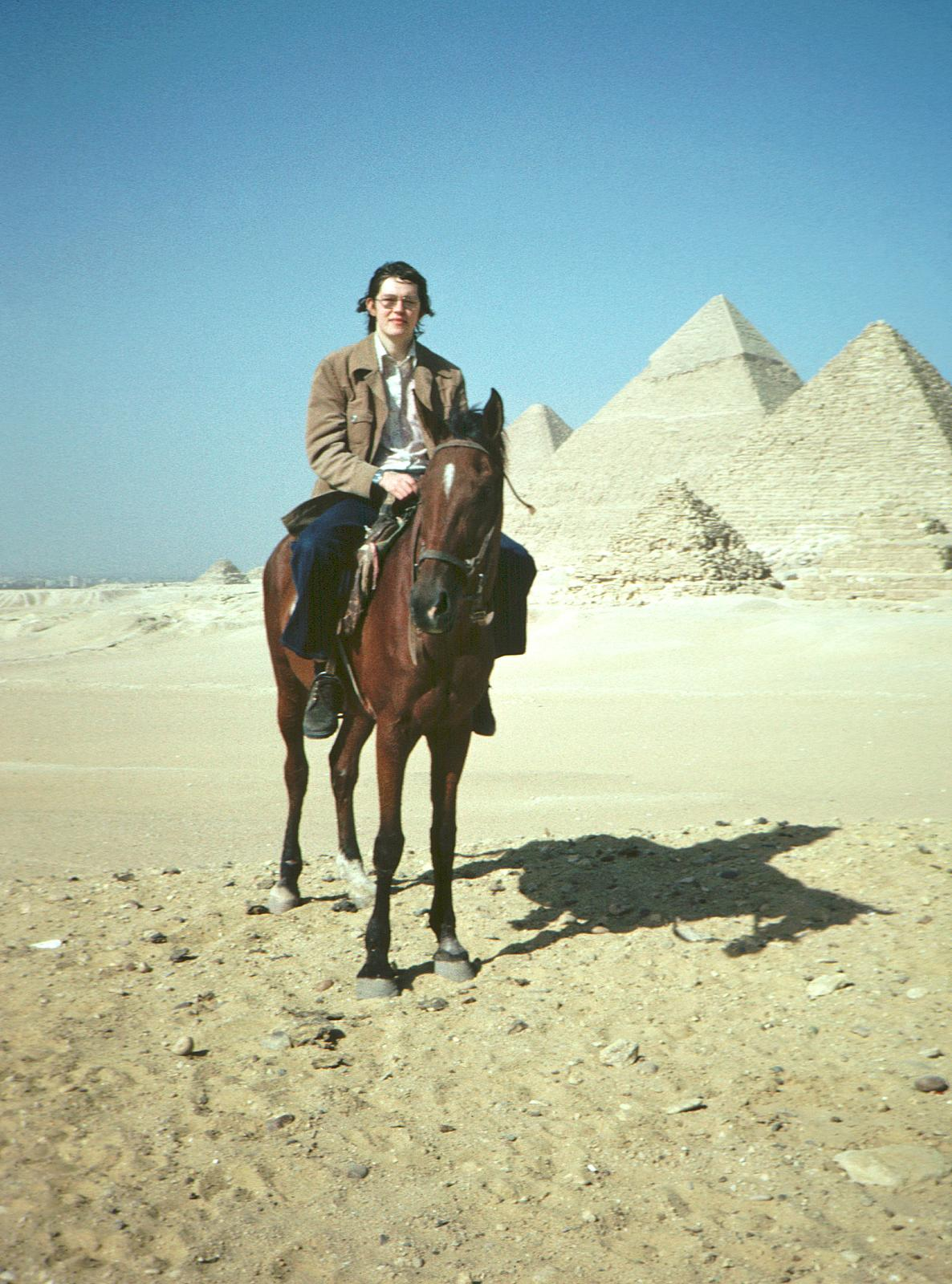
Touriste occidental à cheval sur le site des pyramides de Gizeh, 1978

La race est employée à tout type de tache de la vie quotidienne, principalement pour la traction et le tourisme. Ces chevaux remplissent à ce titre les mêmes fonctions de traction que les bovins locaux. La race est également présente en équitation de loisir, course, et lors d'exhibitions.

## Diffusion de l'élevage
Le Baladi est une race locale et spécifique à l'Égypte, mais il semble être couramment répandu dans son pays. 